# Epicauta monachica
Epicauta monachica es una especie de coleóptero de la familia Meloidae.

## Distribución geográfica
Habita en Argentina y Bolivia.